# Liste des officiers généraux français morts au cours des opérations de mai-juin 1940
Liste exhaustive des treize officiers généraux des forces armées françaises morts lors de la Bataille de France, entre le 10 mai et le 25 juin 1940, au début de la Seconde Guerre mondiale :
|  | Grade                       | Nom                                   | Arme d'origine            | Date de naissance | Date et lieu de mort              |             | Commandement                              | Armée                            | Cause de la mort     |
|  | --------------------------- | ------------------------------------- | ------------------------- | ----------------- | --------------------------------- | ----------- | ----------------------------------------- | -------------------------------- | -------------------- |
|  | Général de brigade aérienne | Augereau (Raoul)                      | Aviation                  | 4 oct. 1889       | 18 mai 1940 Le Catelet            | [ a ]       | Chef des unités aériennes                 | IXe Armée                        | Combats au sol       |
|  | Général de division (T.T)   | Barbe (Paul)                          | Cavalerie                 | 29 oct. 1881      | 15 mai 1940 Mettet                | [ b ] [ α ] | 4e division légère de cavalerie           | IXe Armée                        | Combats au sol       |
|  | Général de corps d'armée    | Bouffet (Jean)                        | Cavalerie puis Infanterie | 30 mai 1882       | 16 mai 1940 Nalinnes              | [ c ]       | 2e corps d'armée                          | IXe Armée                        | Attaque aérienne     |
|  | Général de brigade          | d'Humières (Alain)                    | Cavalerie                 | 14 janv. 1884     | 16 mai 1940 Rocquigny             | [ d ]       | 2e brigade de cavalerie                   | IXe Armée                        | Combats au sol       |
|  | Général de brigade          | Deslaurens (Marcel)                   | Infanterie de marine      | 23 sept. 1883     | 17 mai 1940 Flessingue            | [ e ]       | 60e division d'infanterie                 | VIIe Armée                       | Combats au sol       |
|  | Général de brigade          | Thierry d'Argenlieu (Olivier)         | Infanterie                | 19 mai 1887       | 18 mai 1940 Gouy                  | [ f ]       | Chef d'état-major                         | IXe Armée                        | Combats au sol       |
|  | Général d'armée             | Billotte (Gaston)                     | Infanterie de marine      | 10 fév. 1875      | 23 mai 1940 Ypres                 | [ g ]       | Groupe d'armées no 1                      | Théâtre d'Opérations du Nord-Est | Accident de la route |
|  | Général de brigade          | Caille (André)                        | Infanterie                | 23 oct. 1881      | 25 mai 1940 Ambleteuse            | [ h ]       | 21e division d'infanterie                 | VIIe Armée                       | Combats au sol       |
|  | Général de division         | Janssen (Louis)                       | Artillerie                | 28 janv. 1884     | 2 juin 1940 Leffrinckoucke        | [ i ] [ β ] | 12e division d'infanterie motorisée       | Ire Armée                        | Tirs d'artillerie    |
|  | Général de division         | Ardant du Picq (Charles)              | Infanterie de marine      | 7 juin 1879       | 8 juin 1940 Eaubonne              | [ j ]       | 84e division d'infanterie d'Afrique       | Armée de Paris                   | Attaque aérienne     |
|  | Général de division         | Berniquet (André)                     | Cavalerie                 | 11 mai 1878       | 12 juin 1940 Saint-Valery-en-Caux | [ k ] [ γ ] | 2e division légère de cavalerie           | Xe Armée                         | Combats au sol       |
|  | Général de brigade (2S)     | Courson de La Villeneuve (Maurice de) | Cavalerie                 | 5 août 1879       | 15 juin 1940 Arc-lès-Gray         | [ l ] [ δ ] | Groupe de dépôts de Cavalerie à Lunéville |                                  | Combats au sol       |
|  | Contre-amiral               | Lartigue (Jean)                       | Marine                    | 26 juill. 1886    | 22 juin 1940 Rochefort            | [ ε ]       | Service de l'aéronautique navale          |                                  | Attaque aérienne     |

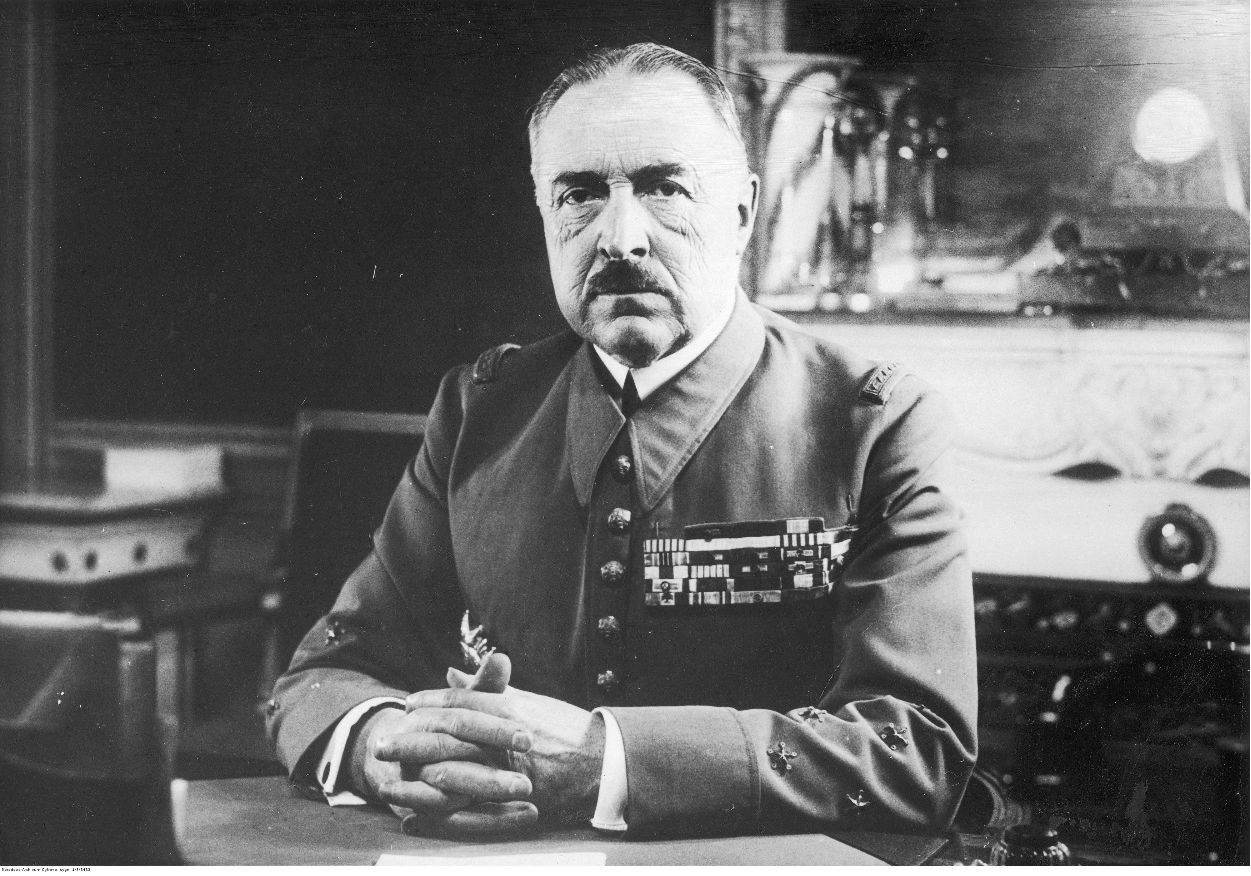
Général d'armée Gaston Billotte
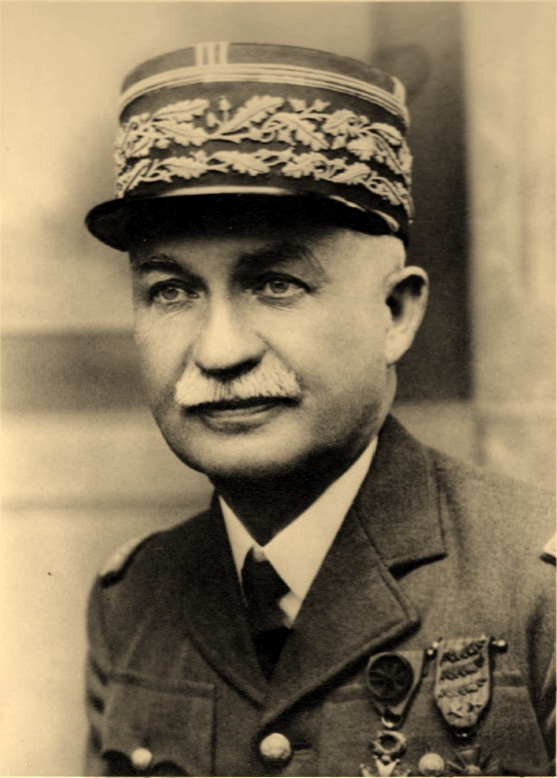
Général de corps d'armée Jean Bouffet
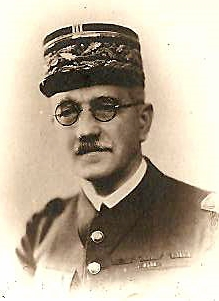
Général de division Louis Janssen
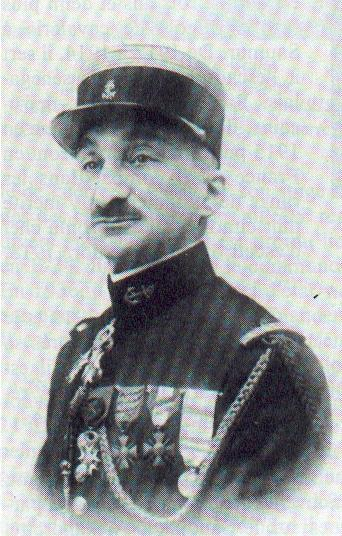
Général de brigade Marcel Deslaurens
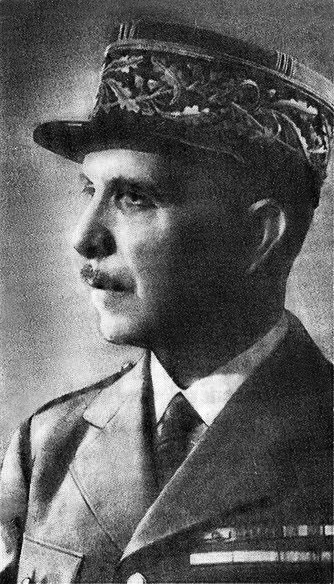
Général de brigade Maurice de Courson de La Villeneuve
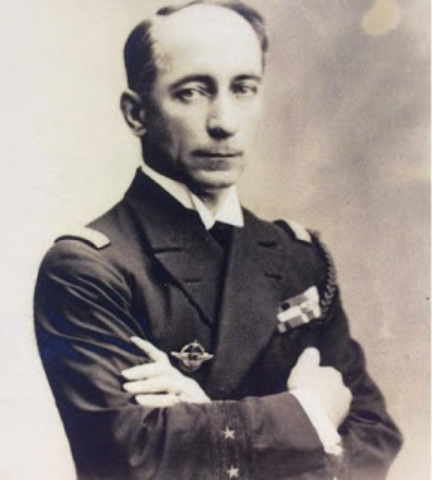
Contre-amiral Jean Lartigue